# Securigera atlantica
Securigera atlantica är en ärtväxtart som beskrevs av Pierre Edmond Boissier och Georges François Reuter. Securigera atlantica ingår i släktet rosenkroniller, och familjen ärtväxter. Inga underarter finns listade i Catalogue of Life.